# 从理想主义到经验主义
《从理想主义到经验主义》写于1973-1974年，是顧準与其弟陈敏之在通信中的学术讨论笔记。陈敏之、王元化作序。

## 概述
对专制主义的批判是顾准《从理想主义到经验主义》的中心议题，而顾准所批判的专制主义在学理上与激进主义、唯理主义紧密相关，他所说的经验主义则大致相当于不带民族主义色彩的保守自由主义。该书也被视为顾准代表性作品，虽然历时十八年方才出版。最初是由文化部转移手稿到三联书店，并受到沈昌文重视，但最终仍未敢出版；直至1992年，香港三联书店出手，帮助最终出版。沈昌文之后在《阁楼人语》一书中说：“我是一个怯懦者，想到而大多不能做到。当年在编发顾准前辈的文章时，就有过应当允许‘跪着造反’的念头：但临了还是扣住不敢发。”

## 出版
- 1992年7月，三聯書店（香港）出版《從理想主義到經驗主義》（ISBN 9789620410055）。
- 1994年5月，書林出版有限公司在台湾出版《從理想主義到經驗主義》（ISBN 9789575864316）。
- 2013年1月，光明日报出版社出版《从理想主义到经验主义》（ISBN 9787511231574）。